# Olivier-Elzéar Mathieu
Olivier Elzéar Mathieu (24 décembre 1853, Saint-Roch – 28 octobre 1928, Regina) est un archevêque canadien.

## Biographie
Olivier Elzéar Mathieu fut recteur de l’Université Laval de 1899 à 1908, évêque de Regina à partir de 1911 et archevêque de la même ville à partir de 1915.
En parallèle, il crée des institutions d'enseignement et de santé dans l'Ouest en mettant en avant particulièrement l'importance de la langue française.
Sa biographie est reprise dans un livre nommé Olivier-Elzéar Mathieu
De Saint-Roch à archevêque de Regina.

## Publications
- Un Sujet de Méditation: La Danse Et les Bals, entre 1911 et 1915[2], éditeur non identifié